# Diana Ross (schrijfster)
Diana Ross (Valletta, 8 juli 1910 – Newcastle upon Tyne, 4 mei 2000) was een Brits kinderboekenschrijfster. 

## Loopbaan
Ze werd gedoopt op haar vaders schip. Ze ging naar school in Engeland en in Parijs en studeerde daarna geschiedenis aan Girton College, Cambridge.
Haar bekendste werk is de serie rondom The Little Red Engine, waarvan de eerste in 1942 werd gepubliceerd. De illustraties hiervoor werden gemaakt door de Poolse illustrators Jan Lewitt en George Him. De serie is in de jaren negentig in het Verenigd Koninkrijk opnieuw uitgebracht.